# Gebhard von Brandenburg
Gebhard von Brandenburg (auch Gebhardt; † 11. April 1287) war von 1278 bis 1287 Bischof von Brandenburg. Er gehörte dem Prämonstratenserorden an.

## Leben
Gebhard von Brandenburg wurde von den Kapiteln Brandenburg und Leitzkau zum neuen Bischof von Brandenburg gewählt. Der Beginn seines Pontifikates liegt zwischen dem 19. Juni 1278 und dem 11. Januar 1279. Von Markgraf Otto V. wurde Gebhard vor dessen erster Rückreise von Böhmen nach Brandenburg Ende Mai/Anfang Juni 1279 als stellvertretender Statthalter in Böhmen eingesetzt. Ende August desselben Jahres wurde er zum zweiten Mal als stellvertretender Statthalter eingesetzt, bevor Markgraf Otto V. das zweite Mal nach Brandenburg zurückkehrte. Als stellvertretender Statthalter zog er sich den Hass der Bevölkerung von Böhmen zu. Im Laufe des Jahres 1280 verlor er diesen Posten. Es sind Aufenthalte von Gebhard von Brandenburg in Kyritz am 9. Januar 1280 und in Berlin am 18. August 1280 belegt. Am 6. Oktober 1281 hielt er sich nachweislich in Magdeburg auf.
Von 1282 bis Mitte 1284 weilte er beim Papst in Orvieto in Italien. Danach kehrte er in seine Diözese nach Brandenburg zurück, wo er urkundlich am 9. September 1284 erwähnt wird. Am 25. Mai 1285 hielt er sich erneut in Orvieto beim Papst auf. Vom 13. März bis 21. März 1287 war er nachweislich in Würzburg, wo er an dem Nationalkonzil, welches am 16. März 1287 vom päpstlichen Legaten Johann von Frascati eröffnet wurde, teilnahm. Gebhard von Brandenburg verstarb am 11. April 1287 und wurde im Brandenburger Dom beigesetzt.

## Siegel

### Erstes Siegel
Im Siegelfeld des spitzovalen Siegels befindet sich der stehende Bischof. Die rechte Hand ist erhoben, und in der linken Hand hält er ein geöffnetes Evangelienbuch. Die Umschrift lautet: † GEBHARDVS DEI GRACIA BRADEBVGESIS EPISCOPVS.

### Zweites Siegel
Im Siegelfeld des spitzovalen Siegels befindet sich der stehende Bischof. Die rechte Hand ist erhoben, und in der linken Hand hält er den Krummstab. Die Umschrift lautet: † GEBHARDVS DEI GRACIA BRANDBVRGENSIS EPC.

## Quelle
- Personendatenbank zur Germania Sacra, abgerufen am 30. Juni 2017.
- Germania-sacra, abgerufen am 30. Juni 2017.